# Michael McGovern
Michael McGovern (Enniskillen, Irlanda del Norte, Reino Unido, 12 de julio de 1984) es un exfutbolista norirlandés que jugaba de portero. Desde julio de 2024 es entrenador de porteros del Queen's Park F. C.

## Trayectoria
Nacido en Enniskillen, comenzó su carrera en el Celtic de la Scottish Premier League en 2001. Se fue a préstamo al Stranraer en 2005 y al St Johnstone de la Socttish First Division en 2006. Dejó el Celtic en 2008 sin jugar un partido en el primer equipo. Fichó por el Dundee escocés, pero abandonó el club antes de terminar su primera temporada sin jugar ningún encuentro. En 2009 volvió a la First Division a las filas del Ross County, donde se quedó por dos años. En 2011 fue transferido al Falkirk. McGovern pasó al Hamilton Academical en 2014. Luego de 15 años en Escocia, se fue al Norwich City en julio de 2016.

## Selección nacional
Ha representado a Irlanda del Norte en las categorías sub-19 y sub-21, para luego debutar con la selección absoluta en mayo de 2010. Jugó con Irlanda del Norte en la Eurocopa 2016.

## Clubes
| Club                      | País       | Año       |
| ------------------------- | ---------- | --------- |
| Celtic F. C.              | Escocia    | 2004-2008 |
| Stranraer F. C.           | Escocia    | 2005      |
| St. Johnstone F. C.       | Escocia    | 2006      |
| Dundee F. C.              | Escocia    | 2008-2009 |
| Ross County F. C.         | Escocia    | 2009-2011 |
| Falkirk F. C.             | Escocia    | 2011-2014 |
| Hamilton Academical F. C. | Escocia    | 2014-2016 |
| Norwich City F. C.        | Inglaterra | 2016-2023 |
| Heart of Midlothian F. C. | Escocia    | 2023-2024 |
| Livingston F. C. (cedido) | Escocia    | 2024      |

## Palmarés

### Campeonatos nacionales
| Título                 | Club               | País       | Año     |
| ---------------------- | ------------------ | ---------- | ------- |
| Copa de Escocia        | Celtic F. C.       | Escocia    | 2003-04 |
| Copa de Escocia        | Celtic F. C.       | Escocia    | 2006-07 |
| Scottish Challenge Cup | Ross County F. C.  | Escocia    | 2010-11 |
| Scottish Challenge Cup | Falkirk F. C.      | Escocia    | 2011-12 |
| EFL Championship       | Norwich City F. C. | Inglaterra | 2018-19 |
| EFL Championship       | Norwich City F. C. | Inglaterra | 2020-21 |